# Ben Hecht
Ben Hecht (/ˈhɛkt/; Nova Iorque, 28 de fevereiro de 1894 — Nova Iorque, 18 de abril de 1964) foi um roteirista, diretor, produtor, dramaturgo, jornalista e romancista americano. Jornalista em sua juventude, escreveu 35 livros. Ele recebeu créditos de tela, sozinho ou em colaboração, pelas histórias ou roteiros de cerca de setenta filmes.
Aos 16 anos, Hecht fugiu para Chicago, onde, em suas próprias palavras, ele "assombrou ruas, prostíbulos, delegacias, tribunais, palcos de teatro, prisões, salões, favelas, manicômios, incêndios, assassinatos, tumultos, salões de banquetes , e livrarias ". Nas décadas de 1910 e 1920, Hecht se tornou um notável jornalista, correspondente estrangeiro e figura literária. No final da década de 1920, sua peça com o tema repórter, em coautoria, The Front Page, se tornou um sucesso da Broadway.
O Dicionário de Biografia Literária - Roteiristas Americanos o chama de "um dos roteiristas de maior sucesso na história do cinema". Hecht recebeu o primeiro Oscar de melhor história original para o Submundo (1927). Muitos dos roteiros em que ele trabalhou agora são considerados clássicos. Ele também forneceu idéias de histórias para filmes como Stagecoach (1939). O historiador de cinema Richard Corliss o chamou de "o roteirista de Hollywood", alguém que "personificou a própria Hollywood". 
Hecht tornou-se um sionista ativo após conhecer Peter Bergson. Pouco antes do Holocausto começar na Alemanha, ele escreveu artigos e peças sobre a situação dos judeus europeus, como We Will Never Die em 1943 e A Flag is Born em 1946. De seus setenta a noventa roteiros, ele escreveu muitos anonimamente para evitar o boicote britânico ao seu trabalho no final dos anos 1940 e no início dos anos 1950. O boicote foi uma resposta ao apoio ativo de Hecht à ação paramilitar contra as forças britânicas na Palestina e à sabotagem de propriedades britânicas.
De acordo com sua autobiografia, ele nunca gastou mais de oito semanas em um roteiro. Em 1983, 19 anos após sua morte, Ben Hecht foi introduzido postumamente no American Theatre Hall of Fame.

## Prêmios e indicações
- Venceu: Oscar de melhor roteiro original — Underworld (1927)
- Venceu: Oscar de melhor roteiro — The Scoundrel (1935)
- Indicado: Oscar de melhor roteiro — Viva Villa! (1934)
- Indicado: Oscar de melhor roteiro — Wuthering Heights (1939)
- Indicado: Oscar de melhor roteiro — Angels Over Broadway (1940)
- Indicado: Oscar de melhor roteiro — Notorious (1946)